# Reinhold Sääf
Reinhold Sääf, född 16 juli 1852 i Norrköping, död 20 september 1905 i Stockholm, var en svensk grosshandlare.
Sääf var prokurist hos firman Hans Mannstaedt i Stockholm 1889–1898, blev generalagent där för ångpanne- och maskinarmaturfirman Schäffer & Budenberg i Buckau vid Magdeburg 1899 och var direktör för AB Schäffer & Budenberg i Stockholm från 1902. Han led under slutet av sitt liv av "höggradig nervositet" och begick självmord i Hagaparken.